# Surfside Beach, Texas
Surfside Beach là một thành phố thuộc quận Brazoria, tiểu bang Texas, Hoa Kỳ. Năm 2010, dân số của xã này là 482 người.

## Dân số
- Dân số năm 2000: 763 người.
- Dân số năm 2010: 482 người.